# Жога, Артём Владимирович
Артём Влади́мирович Жо́га (позывной — Колыма́, род. 18 января 1975, Широкий, Магаданская область) — российский военный и политический деятель, полномочный представитель президента России в Уральском федеральном округе со 2 октября 2024 года, председатель Народного Совета контролируемой Россией Донецкой Народной Республики с 20 сентября 2023 года по 2 октября 2024 года. Командир батальона «Спарта», участвующего в российском вторжении на Украину (2022—2023). Герой Донецкой Народной Республики (2023). Из-за российского нападения на Украину находится под санкциями 27 стран Евросоюза, США, Украины и Японии.
Отец Владимира Жоги, бывшего командира батальона «Спарта» (2016—2022), погибшего в ходе вторжения в Украину в 2022 году.

## Ранняя жизнь и довоенный период
Артём Жога родился 18 января 1975 года в посёлке Широкий Сусуманского района Магаданской области.
В начале 1990-х годов переехал в Донецкую область, где проживал в городе Славянске. В 1993 году у него родился сын Владимир. До начала войны в Донбассе Жога занимался бизнесом, владел несколькими рыбными магазинами в Славянске.
В 2020 году Артём Жога окончил Докучаевский техникум (в составе Донецкого национального университета экономики и торговли имени Михаила Туган-Барановского).

## Участие в боевых действиях

### Война на Донбассе
После начала войны на Донбассе Артём Жога и его сын Владимир завербовались в батальон «Спарта», став близкими друзьями с его командиром Арсеном Павловым. Павлов был убит в 2016 году, и Владимир Жога сменил его на посту командира батальона «Спарта», а Артём был назначен начальником штаба батальона.

### Вторжение России в Украину
В марте 2022 года, во время российского вторжения, его сын был убит в ходе боёв за Волноваху. Артём Жога сменил его на посту командира батальона.
9 мая 2022 года на День Победы Жога встретился с Владимиром Путиным в Москве, где ему была вручена золотая звезда Героя Российской Федерации его покойного сына. 30 сентября 2022 года он был замечен сидящим в первом ряду во время церемонии оформления аннексии оккупированных территорий Украины.
8 декабря 2023 года, во время встречи с Путиным, Жога попросил его об участии в предстоящих президентских выборах 2024 года. Российский президент ответил: «Не буду скрывать, в разное время у меня были разные мысли, но сейчас вы правы. Сейчас такое время, когда нужно принимать решение. Я буду баллотироваться на должность президента Российской Федерации».

## Политическая карьера
В 2023 году Жога вступил в партию «Единая Россия» и занялся политикой.
На региональных выборах 2023 года, прошедших на оккупированных Россией территориях Донецкой области Украины, 10 сентября был «избран» депутатом «Народного совета» (парламента) контролируемой Россией Донецкой Народной Республики I созыва от партии «Единая Россия» (баллотировался под вторым номером партийного списка). 20 сентября Жога был избран председателем «Народного совета» Донецкой Народной Республики.
В 2024 году участвовал в кадровой программе «Время героев».
2 октября 2024 года назначен полномочным представителем президента в Уральском федеральном округе. Политолог Фёдор Крашенинников считает, что «такие назначения всего лишь формальность, никаких значимых решений эти люди принимать не могут».
17 октября 2024 года стал членом попечительского совета «Ельцин-центра».
25 октября 2024 указом президента Владимира Путина включён в состав Совета Безопасности Российской Федерации.

## Санкции
23 февраля 2023 года, из-за российского вторжения в Украину, Жога включён в блокирующий санкционный список США за соучастие в деятельности подрывающей мир, безопасность, политическую стабильность или территориальную целостность США, их союзников или партнёров.
23 февраля 2024 года включён в санкционный список стран Евросоюза:

С мая 2022 года по декабрь 2023 года он был командиром батальона «Спарта», вооруженного сепаратистского формирования которое активно поддерживало действия, подрывающие территориальную целостность, суверенитет и независимость Украины и дальнейшую дестабилизацию Украины. Принимая на себя и действуя в этом качестве, он поддерживает и осуществляет действия и политику, которые подрывают и угрожают территориальной целостности, суверенитету и независимости Украины.— «Официальный журнал Европейского союза», Брюссель, 23 февраля 2024 года
По аналогичным основаниям находится под санкциями Украины и Японии.

## Награды
- Герой Донецкой Народной Республики (2023)[21];
- орден «За заслуги перед Отечеством» IV степени (2024)[22];
- орден Мужества (2022);
- орден Республики (ДНР);
- орден Святителя Николая Чудотворца (ДНР) II степени;
- Георгиевский крест (ДНР) IV степени;
- медаль «За боевые заслуги» (ДНР);
- медаль «За оборону Славянска» (ДНР) (2014);
- другие медали ДНР.